# Autoroutes du Costa Rica
Le Costa Rica possède un ensemble de routes nationales et régionales bien structuré, grâce à des circonstances qui ont avantagé sa création, son développement et son extension. Ces circonstances sont la forme même du territoire, sa topographie et l'emplacement de la capitale au centre du pays. Le réseau routier costaricien compte autour de 7 500 kilomètres, parmi lesquels seuls 4 700 kilomètres sont en goudron ou en béton, tandis que le reste (2 800 kilomètres) est fait de gravier, selon l'importance de la route. 
L'artère principale est la route panaméricaine qui s'étend comme une colonne vertébrale de frontière à frontière, entre le Nicaragua et le Panama, en couvrant une longueur de 664 km qui dessert six des sept provinces du pays. Le reste des routes permettent une communication assez directe avec la capitale du pays, San José, ou sont liées à la route panaméricaine. Les routes les plus importantes sont celles qui forment un axe de communication qui relie le centre du pays avec les frontières et avec les principaux ports sur le Pacifique et l'Atlantique.

## Caractéristiques
Le réseau routier du pays a quatre caractéristiques: 
1. Il est formé par des routes nationales et cantonales.
2. Les routes se divisent en primaires, secondaires et tertiaires.
3. La gestion des routes nationales est la responsabilité du Ministère des Œuvres Publiques et des Transports (MOPT) par l'intermédiaire du Conseil National des Routes (CONAVI).
4. Les routes cantonales correspondent aux Municipalités des 81 cantons du pays.

## Classement
La gestion du réseau dépend du Ministère d'Œuvres Publiques et du Transport, le MOPT, selon les déterminations de l'Exécutif, par décret. 
Ce réseau est constitué par les classes suivantes de chemins publics:

### Routes primaires
Elles relient la capitale avec les haut-lieux des autres provinces ou jusqu'à la frontière, mais il y a des exceptions comme la Route 36 (Puerto Limon - Sixaola). Ces routes sont numérotées de 1 à 39. Les principales routes primaires sont:
Route 1 (San José - Peñas Blancas)
- De San José à l'Aéroport Juan Santamaría, Autoroute Générale Cañas.
- De l'aéroport à San Ramón, Autoroute Bernardo Soto.
- De San Ramón à Peñas Blancas, Panaméricaine Nord

Villes desservies: San José, Alajuela, Palmares, San Ramón, Esparza, Barranca, Cañas, Bagaces, Liberia et La Cruz. Deux péages existent, un à Alajuela et l'autre à Naranjo
Route 2 (San José - Paso Canoas)
- San José à Cartago, Autoroute Florencio del Castillo.
- De Cartago à Paso Canoas, Panaméricaine Sud.

Villes desservies: San José, Cartago, San Isidro du Général, Buenos Aires, Palmar Norte, Ciudad Neily, Paso Canoas. Un péage se situe à la hauteur de Tres Rios, entre San José et Cartago.
Route 27 (San José - Caldera)
- De San José à Santa Ana, Autoroute Prospero Fernández.
- De Santa Ana à Caldera, Autoroute José María Castro Madriz.

Villes desservies: San José, Escazú, Santa Ana, Ciudad Colón, Alajuela, Atenas, Orotina et Puntarenas. Quatre péages existent : San Rafael de Escazú, San Rafael de Alajuela, Atenas et Orotina.
Route 32 (San José - Puerto Limón)
- De San José à San Juan de Tibás, Autoroute Braulio Carrillo
- De San Juan de Tibás à Puerto Limón, Route Braulio Carrillo.

Villes desservies: San José, Tibás, Santo Domingo et San Isidro de Heredia, Guápiles, Guácimo. Siquirres et Puerto Limón. Un péage se trouve à San Isidro de Heredia.
Route 39 (Périphérique de San José)
C'est une boucle encore inachevée au nord, ce qui implique traverser encore des quartiers de la ville.  Elle est aussi connue comme Promenade de la Seconde République et c'est la voie principale de distribution du trafic automobile de la ville de San José. 
Son trajet donne accès aux principales routes du Costa Rica comme la route 1, la 2, la 27 et la 32.

### Routes secondaires
Elles relient les hauts-lieux de province. Elles sont numérotées de 100 à 255.

### Routes tertiaires
Elles relient les villages avec le centre des cantons ou les villages entre eux. Elles sont numérotées de 301 à 935.